# Escarídeos
Os Scaridae ou Escarídeos são uma família de peixes perciformes, que inclui as espécies conhecidas pelo nome comum de peixes-papagaio, muito abundante em zonas de recifes coralinos do Mar Vermelho, Oceano Atlântico e Indo-Pacífico.

## Géneros
A família inclui os seguintes géneros:
- Bolbometopon
- Calotomus
- Cetoscarus
- Chlorurus
- Cryptotomus
- Hipposcarus
- Leptoscarus
- Nicholsina
- Scarus
- Sparisoma